# Paolo Sturzenegger
Paul Sturzenegger (Rosario, Argentina; 7 de junio de 1902 - Lugano, Suiza; 1970) fue un futbolista suizo de origen argentino, quien compitió en los Juegos Olímpicos de París 1924, en la categoría Fútbol, representando a la nación helvética.
Fue parte del equipo de fútbol olímpico suizo, dónde ganó la Medalla de plata en dicho evento, siendo derrotado por Uruguay.